# Hiroku. Defensores de Gaia
Hiroku. Defensores de Gaia és una pel·lícula d'animació en 3D espanyola del 2013 dirigida per Manuel González Mauricio i Saúl Barreto amb la producció d'OEK i la coproducció de Televisión Canaria i Canarias Cultura en Red.

## Sinopsi
Any 2122 (20 anys després del cataclisme planetari). La invenció de la màquina per al control del clima, per part del professor Shivata i la seva deixebla Hiroku, desemboca en la mort del professor. Hiroku i el seu amic Joe han de fugir de l'hermètica ciutat de Kane City, acusats del crim. Amb el suport d'un estrany mecenes, Nagual, crearan els Defensors de Gaia, un grup multiracial de joves que des de la seva caserna general sota el Teide s'enfrontarà a la Corporació dirigida pel tirà Kane per a salvar el planeta.

## Recepció
Fou nominada al Goya a la millor pel·lícula d'animació i a la Medalla del CEC a la millor pel·lícula d'animació.